# Jentetenka
Jentetenka, Khentetka o Khentetenka (hacia el siglo XXVI a. C.) fue una reina de Egipto, esposa del rey Dyedefra durante la IV Dinastía.
<div class="jeroglifico " style=" float:
" >
| W17 | X1 · X1 · N35 | D28 |

| W17 | X1 · X1 · N35 | D28 |

## Biografía
Los títulos de Jentetenka incluyen Esposa Amada del Rey (ḥm.t-nỉswt mrỉỉt=f), La que ve a Horus y Seth (m33.t-ḥrw-stš), Asistente de Horus (ḫt-ḥrw), Sacerdotisa de Neit (ḥm.t-nṯr nt).
No se sabe quiénes fueron los padres de Jentetenka. Jentetenka fue la esposa del faraón de la IV dinastía Dyedefra y es posible que fuera la madre de algunos de sus hijos. Dyedefra tuvo otra esposa llamada Hetepheres. Dyedefra tuvo cuatro hijos (Hornit, Baka, Setka y Nikaudjedefre) y dos hijas (Hetepheres C y Neferhetepes) pero no se sabe si Jentetenka o Hetepheres (o incluso otra mujer) fue la madre de estos niños. Se ha sugerido que la princesa Neferhetepes era hija de Dyedefra y Hetepheres.

## Estatuas y enterramiento
Jentetenka es conocida por las estatuas encontradas en Abu Roash. Se la representa arrodillada junto a los pies del rey Dyedefra. (Debido al uso del arte egipcio de la proporción jerárquica, su figura es antinaturalmente pequeña en comparación con la del rey). Se ha sugerido una estructura en la esquina suroeste del complejo piramidal de Dyedefra en Abu Roash como posible lugar de enterramiento de Jentetenka. Maragioglio y Rinaldi creen que puede ser los restos de la pirámide de la reina consorte, lo que podría apuntar a la pirámide de la reina Jentetenka. 
Sin embargo, no está del todo claro cuál era la finalidad de tal pirámide. Stadelmann y Jonosi creen que se trata de una pirámide de culto. La pirámide de culto se situaba normalmente en la esquina sureste del complejo piramidal. Sin embargo, la orientación general del complejo piramidal de Dyedefra es noroeste y no este-sur como es más común. La diferencia de orientación puede significar que la pirámide de culto no esté situada en su posición habitual, y la estructura podría ser la pirámide de culto del complejo piramidal de Dyedefra. Habrá que realizar más excavaciones para aclarar esta cuestión.